# 1267
1267 (MCCLXVII) fue un año común comenzado en sábado del calendario juliano.

## Acontecimientos
- Jaime I reprime la rebelión mudéjar en Murcia.
- 16 de febrero, Alfonso X el Sabio y Alfonso III de Portugal firman el Tratado de Badajoz por el que se establecen las fronteras entre los reinos de Castilla y Portugal.

## Nacimientos
- Giotto, pintor italiano.
- 10 de agosto - Jaime II el Justo, rey de Aragón en Valencia.